# Suben
Suben ist eine Gemeinde in Oberösterreich im Bezirk Schärding im Innviertel mit 1722 Einwohnern (Stand 1. Jänner 2025).

## Geografie
Suben liegt auf 329 m Höhe im Innviertel. Die Ausdehnung beträgt von Nord nach Süd 3,4 km, von West nach Ost 3,3 km. Die Gesamtfläche beträgt 6,4 km². 12,5 % der Fläche sind bewaldet, 57,8 % der Fläche sind landwirtschaftlich genutzt. Das Gemeindegebiet wird im Westen durch den Inn begrenzt.

### Gemeindegliederung
Das Gemeindegebiet umfasst folgende fünf Ortschaften (in Klammern Einwohnerzahl Stand 1. Jänner 2025):
- Dorf (42)
- Etzelshofen (482)
- Roßbach (274)
- Schnelldorf (182)
- Suben (742)

Die Gemeinde besteht aus der Katastralgemeinde Suben.
Die Gemeinde liegt im Gerichtsbezirk Schärding.

### Nachbargemeinden
|                |                                             | St. Florian am Inn |
| Neuhaus am Inn | Kompassrose, die auf Nachbargemeinden zeigt |                    |
| Pocking        | St. Marienkirchen bei Schärding             |                    |

## Geschichte

### Überblick
Die Hügelgräber im Lindetwald zeugen von der vorgeschichtlichen Besiedlung des Gebietes um Suben.
Die ersten urkundlichen Erwähnungen der einzelnen Ortschaften waren: vor 1097 (Suben), 1126 (Roßbach), ca. 1130 (Schnelldorf), ca. 1150 (Etzelshofen), 1236 (Dorf). Seit Gründung des Herzogtums Bayern war der Ort bis 1779 bayerisch. Um 1050 wurde die bestehende Burg der Grafen von Formbach von Tuta, der Tochter des Heinrich von Formbach und Ehefrau des ungarischen Königs Béla I., zu einem Kollegiatstift umgewandelt. Das Stift Suben selbst wurde 1126/1142 von Bischof Altmann von Trient, Sohn Graf Udalschalks von Lurn und Urenkel Tutas, gegründet.
Das nicht dem Stift unterstehende Gebiet um Suben gehörte zur Zeit der frühen Kirchenorganisation im Mittelalter zur Urpfarre St. Weihflorian. Als eigenständige Pfarre wurde St. Weihflorian erstmals 1182 bezeichnet, als sie zusammen mit der Pfarre Tettenweis dem Passauer „Innbruckamt“ inkorporiert wurde, welches dem St. Ägidien-Spital in der Innstadt unterstand. Der Sprengel der Pfarre St. Weihflorian war sehr ausgedehnt: Er lag zwischen dem Wirkungsbereich der Urpfarre St. Severin sowie dem der Urpfarre Münsteuer und umfasste das Gebiet der heutigen Pfarren Brunnenthal, Schärding, St. Florian am Inn, Suben, St. Marienkirchen und Eggerding, dazu außerdem Anteile der heutigen Pfarren Taufkirchen, Lambrechten und Rainbach. Als es im Jahr 1380 zur Verlegung des Sitzes der Pfarre St. Weihflorian nach Schärding kam, wurde das nicht dem Stift unterstehende Gebiet um Suben eine Filiale von Schärding. In weiterer Folge wurde dieser Sprengel von der Pfarre St. Marienkirchen aus betreut.
Ort und Stift Suben kamen nach dem Frieden von Teschen 1779 mit den östlich des Inn gelegenen Gebieten des kurfürstlich bayerischen Rentamtes Burghausen, die bis dahin „Innbaiern“ geheißen hatten, als „Innviertel“ zu Österreich. Der Untere Inn, der bis dahin in erster Linie ein Handelsweg innerhalb Bayerns gewesen war, wurde damit zum Grenzfluss zwischen dem Kurfürstentum Bayern und Österreich ob der Enns. Während der Napoleonischen Kriege nochmals kurzzeitig bayerisch, gehört Suben  seit 1816 (Vertrag von München)  endgültig zu Österreich.
Im Zuge der josephinischen Reformen wurde das Stift Suben 1784 aufgehoben und sein Seelsorgebereich mit dem bisher von St. Marienkirchen aus betreuten Pfarrsprengel zur eigenständigen Religionsfonds-Pfarre Suben zusammengelegt.

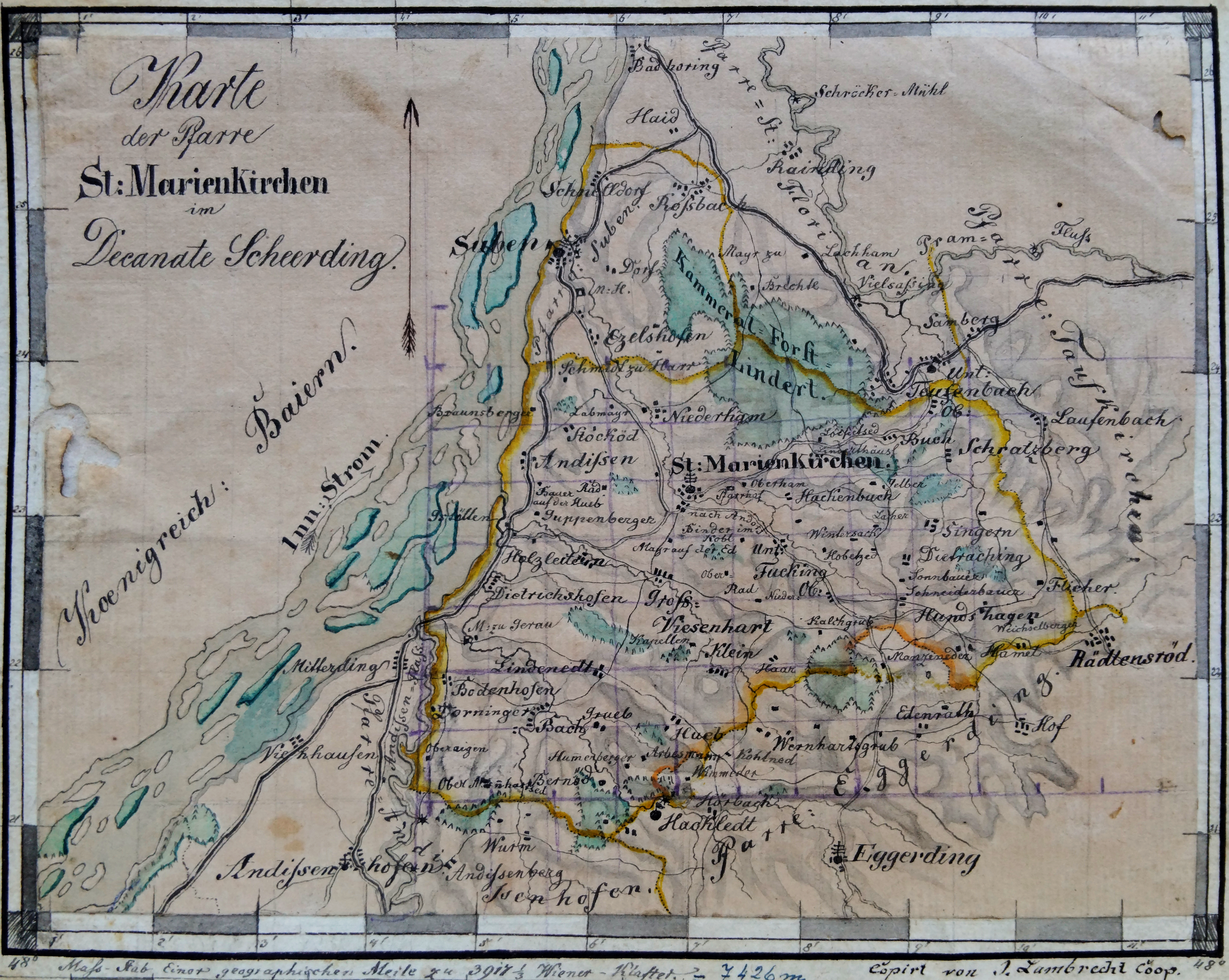
Der von zahlreichen Inseln und Nebenarmen geprägte Lauf des Inn zwischen Antiesenhofen und Suben auf einer Landkarte von 1845.

In der zweiten Hälfte des 19. Jahrhunderts begann man, den bis dahin von zahlreichen Inseln und Nebenarmen geprägten Lauf des Unteren Inn durch Eindämmungen und andere wasserbauliche Maßnahmen zu einem einzigen großen Flussbett zusammenzuführen. Diese Maßnahmen erfolgten von 1862 bis 1930. Zudem spielte der Fluss als Transportweg eine immer geringere Rolle, da die Schifffahrt durch die damals errichteten Eisenbahnstrecken der Rottal- und Kronprinz Rudolf-Bahn sowie den zunehmenden Ausbau des Straßennetzes verdrängt wurde.
Nach dem Anschluss Österreichs an das Deutsche Reich am 13. März 1938 gehörte der Ort zum Gau Oberdonau. Nach 1945 erfolgte die Wiederherstellung Oberösterreichs.
Als Ende der 1950er Jahre das Kraftwerk Schärding-Neuhaus errichtet wurde, waren zur Vorbereitung des Stauraums besonders im Bereich der Gemeinden Suben und St. Marienkirchen bei Schärding umfassende Adaptierungsarbeiten der Uferzone notwendig. In Suben wurde das sogenannte „untere Dorf“ (die ehemalige „Untere Hofmark“ des Klosters Suben) geräumt und die dortigen Häuser abgerissen. An dieser Stelle befindet sich heute die „Subener Bucht“.

### Einwohnerentwicklung
Im Jahr 1869 verzeichnete Suben 978 Einwohner, 1900 immer noch nur 980, im Jahr 1951 1094 Einwohner, 1961 schon 1330 Einwohner. Im Jahr 1991 hatte die Gemeinde laut Volkszählung 1287 Einwohner, 2001 dann 1400 Einwohner und 2021 ein Maximum von 1561 Einwohnern.

## Kultur und Sehenswürdigkeiten

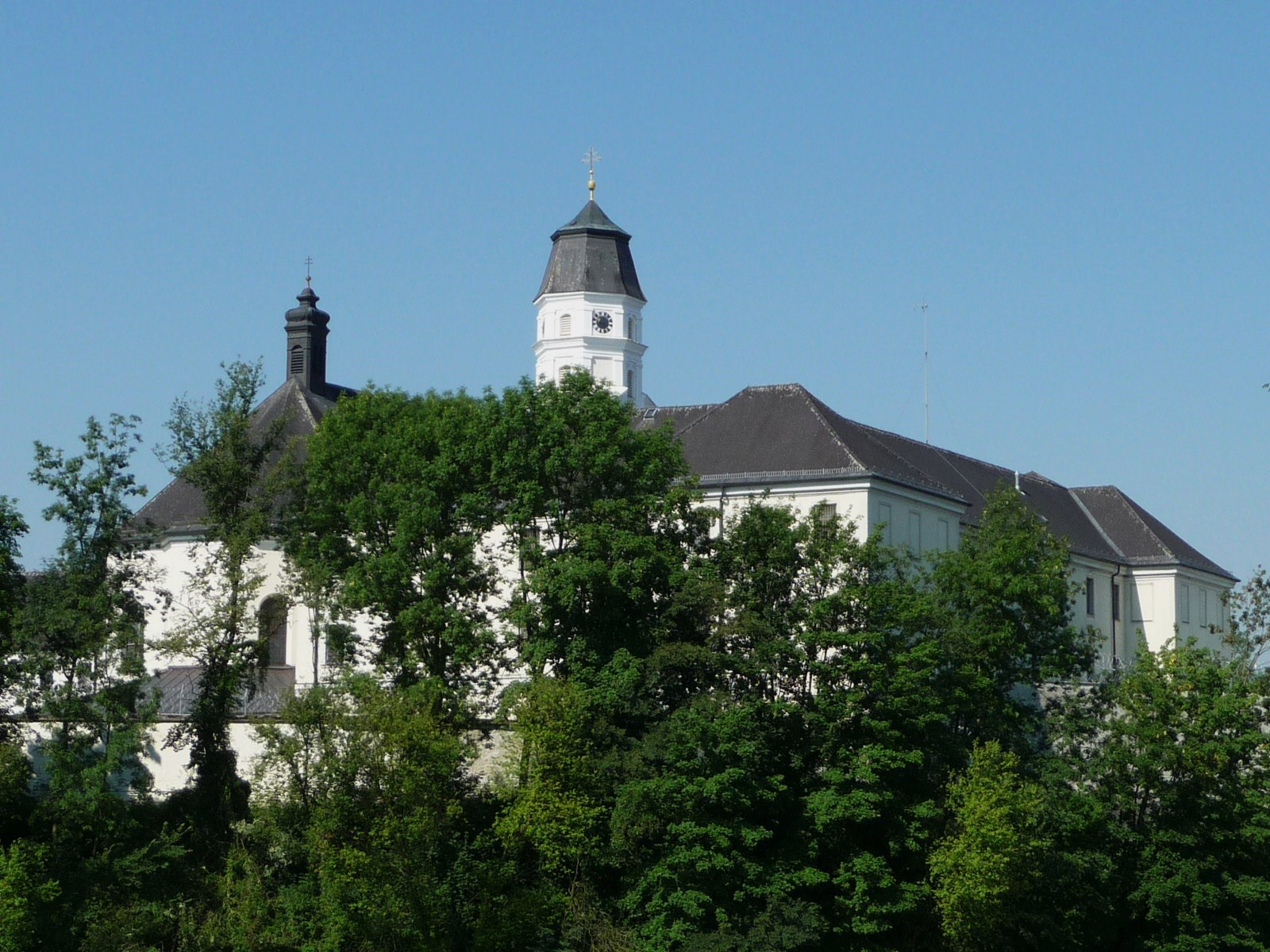
Stift Suben

- Ehemaliges Stift Suben, die ehemalige Stiftskirche ist die heutige Pfarrkirche Suben

## Wirtschaft und Infrastruktur

### Ansässige Unternehmen
- Hennlich (Industriekomponentenhersteller)
- Fill (Sondermaschinen- und Anlagenbau)
- Land lebt auf (Nahversorger und Tankstelle), eröffnet am 17. Juni 2009

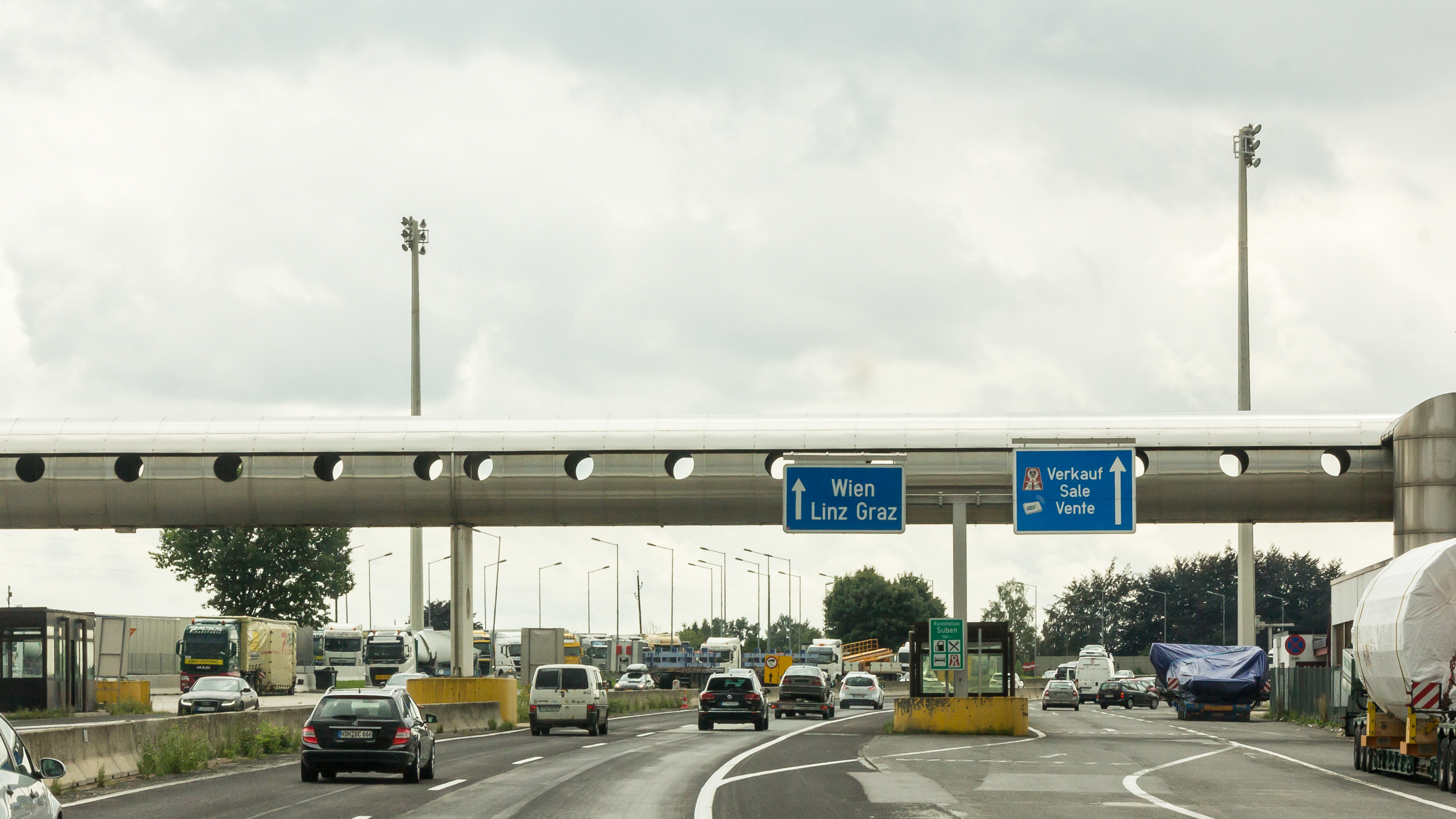
Ehemaliger Grenzübergang Suben Autobahn

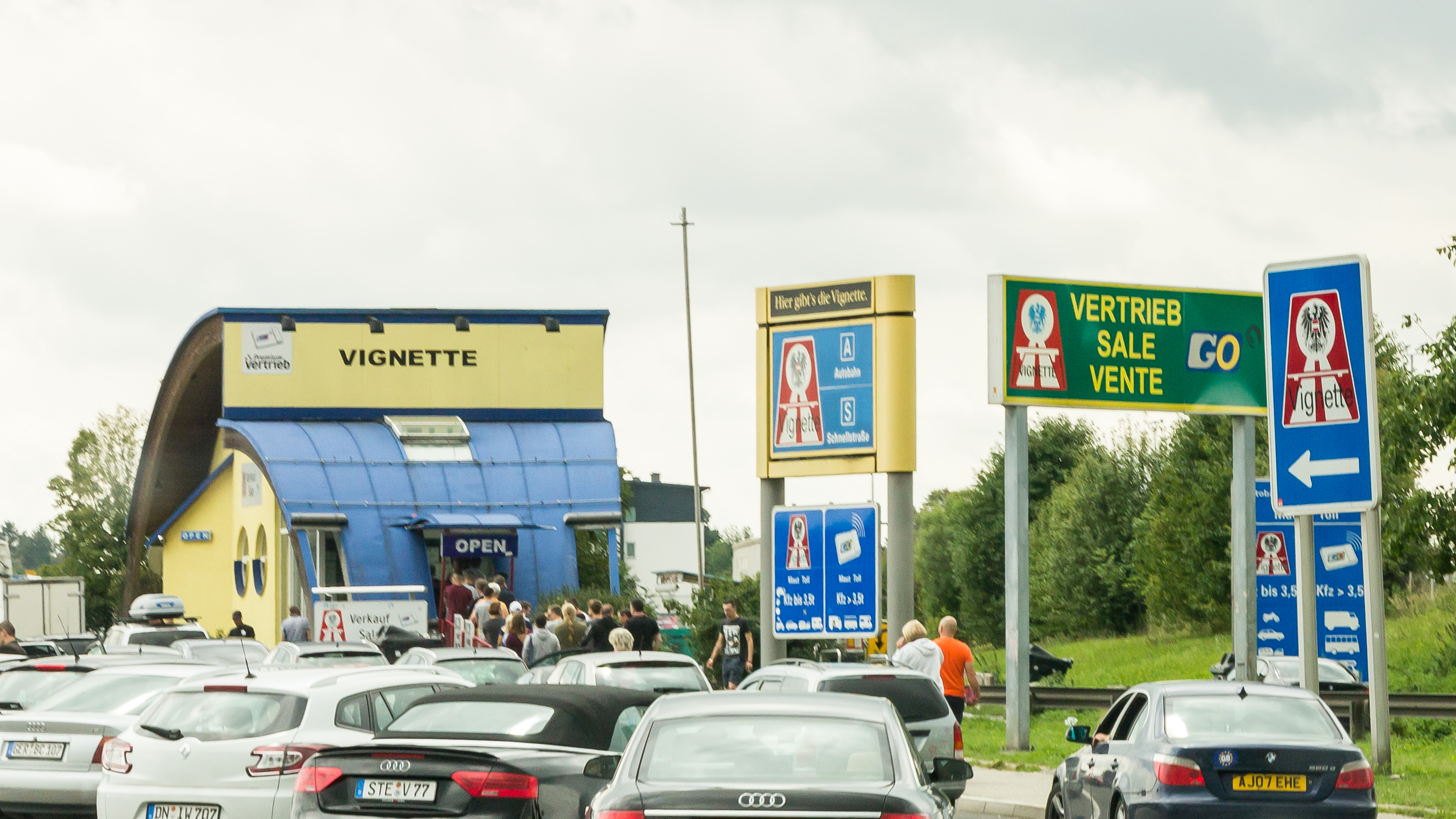
Autobahnvignetten-Vertriebsstelle (ehemalige Bankstelle Suben Autobahn)

Suben liegt an der Innkreis Autobahn und war bis zum Wegfall der Grenzkontrollen infolge des Schengener Abkommens am 1. April 1998 Standort eines wichtigen Grenzübergangs und Zollamtes zwischen Österreich und Deutschland. Bedingt durch diese Lage sind in der Nähe der Autobahn zahlreiche Unternehmen angesiedelt, welche Dienstleistungen für den grenzüberschreitenden Verkehr anbieten:
- Servus Europa (Hotel)
- Autobahnvignetten-Vertriebsstelle
- VERAG Spedition AG (Spedition)
- DSV Road GmbH (Spedition)
- Walter Sebert GmbH (Spedition)
- mehrere Tankstellen

Ehemals bestanden:
- Bankstelle Suben Autobahn (inzwischen geschlossen) der Raiffeisenbank Schärding
- Gasthof Schnelldorf (inzwischen geschlossen)  der Familie Schneebauer, Gasthof und Fremdenzimmer
- Ab 2007 war an der Adresse Suben 25 (dem ehemaligen Zollamt) das UID-Büro des Finanzministeriums angesiedelt, bei dem die Gültigkeit von Umsatzsteuer-Identifikationsnummern abgefragt werden konnte.[9] Mit 1. August 2012 wurde das Büro geschlossen, nachdem es durch die neue Vorschrift, solche Anfragen elektronisch (etwa über FinanzOnline) zu erledigen, obsolet geworden war.[10]

### Verkehr

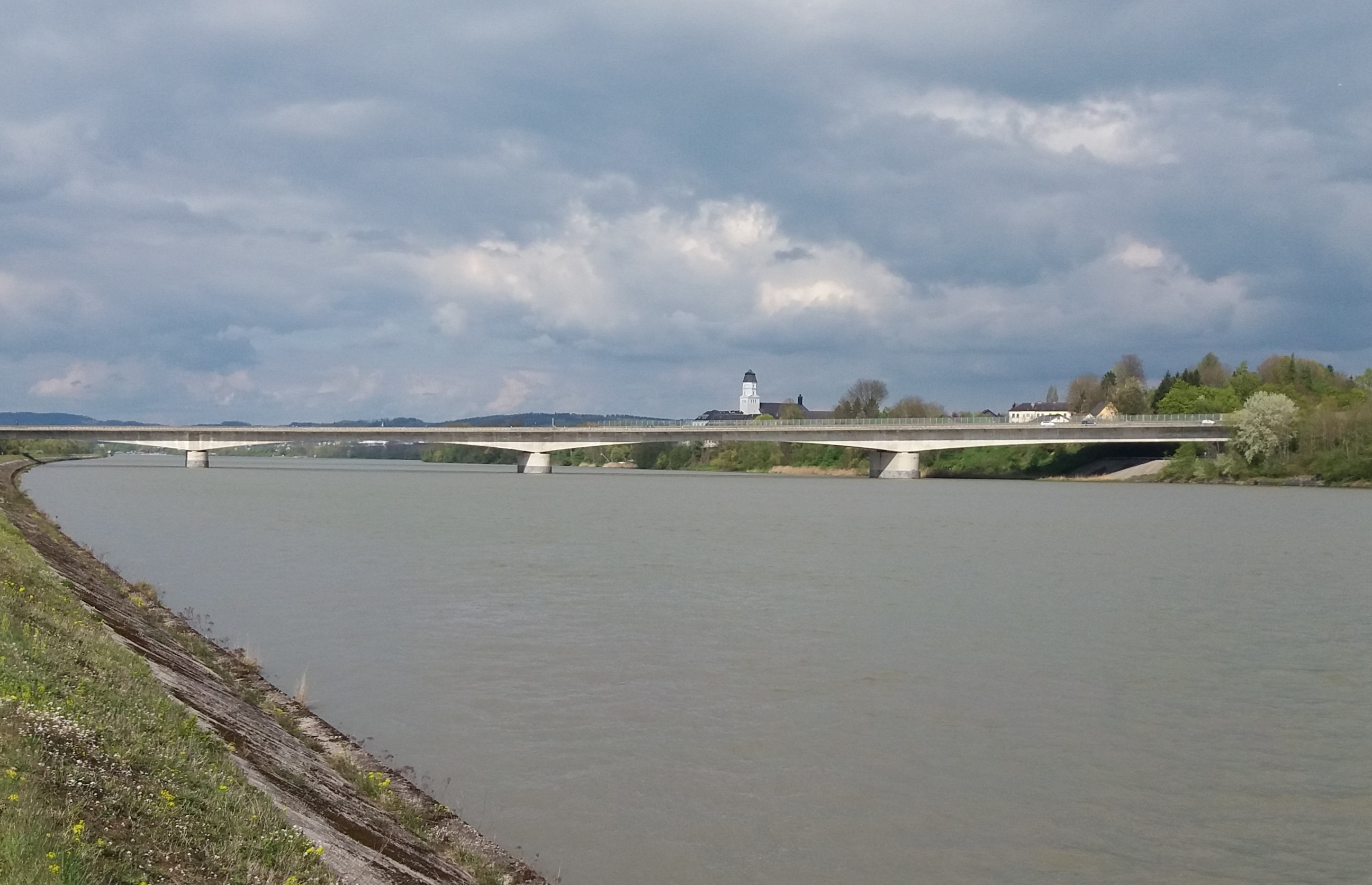
Autobahnbrücke über den Inn bei Suben

- Im Gemeindegebiet von Suben überquert die Innkreis Autobahn (A8) über eine Autobahnbrücke die im Inn verlaufende Staatsgrenze, wo sie an die deutsche Bundesautobahn 3 Richtung Passau anschließt. Die Innkreis Autobahn ist eine der wichtigsten Ost-West-Transitrouten für den Autoverkehr durch Österreich.
- Durch die „Anschlussstelle Suben“ (welche sich allerdings im Gemeindegebiet von St. Marienkirchen bei Schärding befindet) schließt die Innkreis Autobahn unmittelbar an die Landesstraße B 149 an, welche auch den Namen Subener Straße trägt.
- Flugplatz Schärding-Suben
- Haltestelle Suben der Salzkammergutbahn

Außerdem ist Suben mit Schärding und Braunau durch Regionalbusse verbunden.
Zwischen Suben und Hartkirchen bestand bis in die 1950er Jahre eine Seilfähren-Verbindung über den Inn.

### Öffentliche Einrichtungen
- Justizanstalt Suben
- Polizeiinspektion Suben
- Wählamt der Telekom Austria
- Volksschule Suben

### Freizeit und Sport
- Freizeitzentrum Suben mit Tennisplätzen und Naturbad
- Subener Innbucht mit 1. Innviertler Segelclub

## Politik
Der Gemeinderat hat 19 Mitglieder.

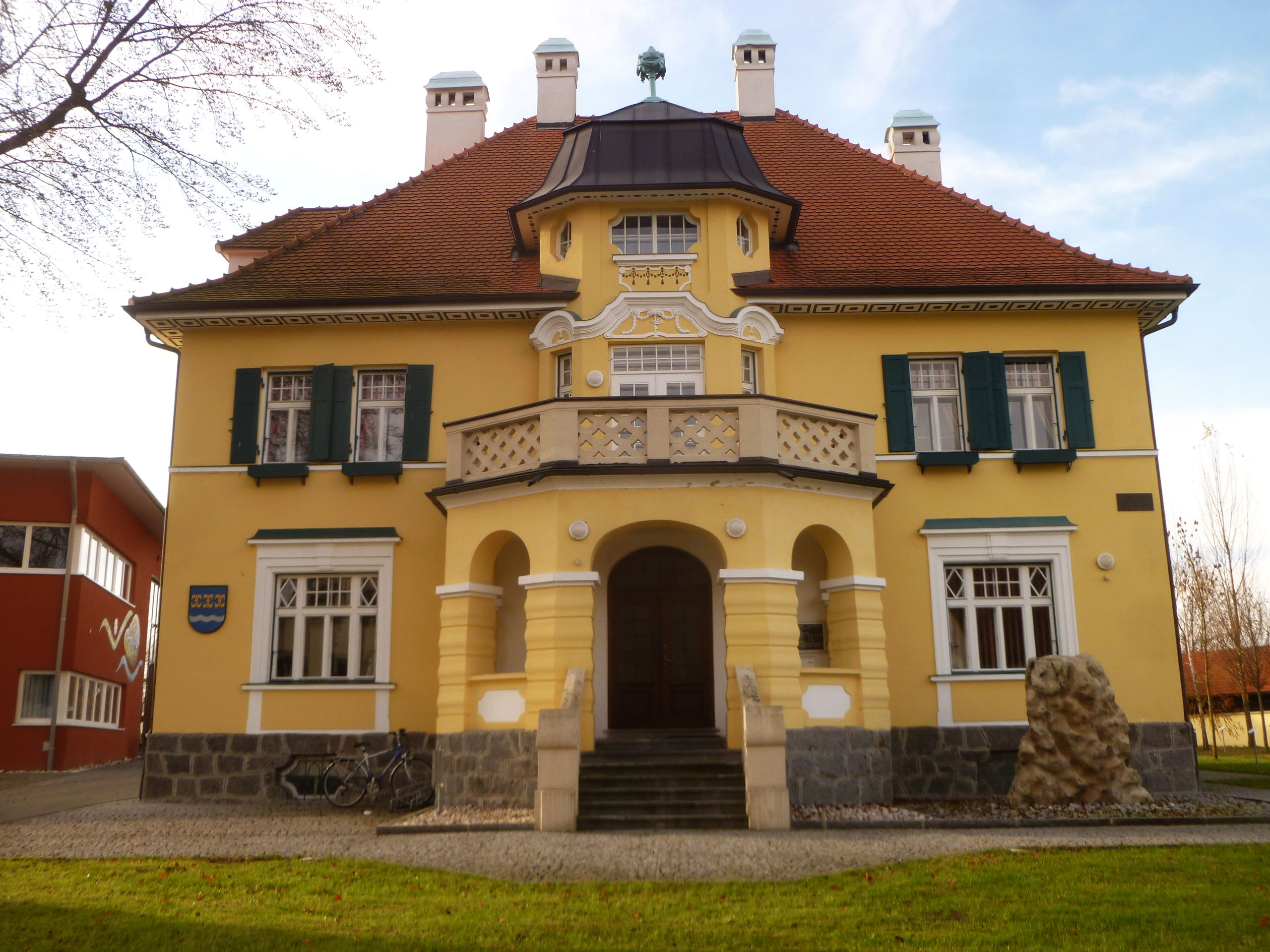
Gemeindeamt von Suben, erbaut 1913/14 als Wohnhaus und Ordination des Arztes Dr. Max Zweythurm

- Mit den Gemeinderats- und Bürgermeisterwahlen in Oberösterreich 2021 hat der Gemeinderat folgende Verteilung: 12 ÖVP, 4 SPÖ, 2 Subener Bürgerliste und 1 FPÖ.[11]

### Bürgermeister
- 1945–1961 Franz Hackl (ÖVP)
- 1961–1970 Karl Haas (ÖVP)
- 1970–1991 Josef Reininger (ÖVP)
- 1991–1997 Johann Mayrhofer (ÖVP)
- 1997–2020 Ernst Seitz (ÖVP)[12]
- seit 2020 Markus Wimmer (ÖVP)

### Wappen
Blasonierung: In Blau über einem silbernen, erniedrigten Wellenbalken nebeneinander drei goldene, heraldische Lilien. Gemeindefarbe: Weiß. Das Recht zur Führung des Gemeindewappens wurde 1978 verliehen.

### Gemeindepartnerschaften

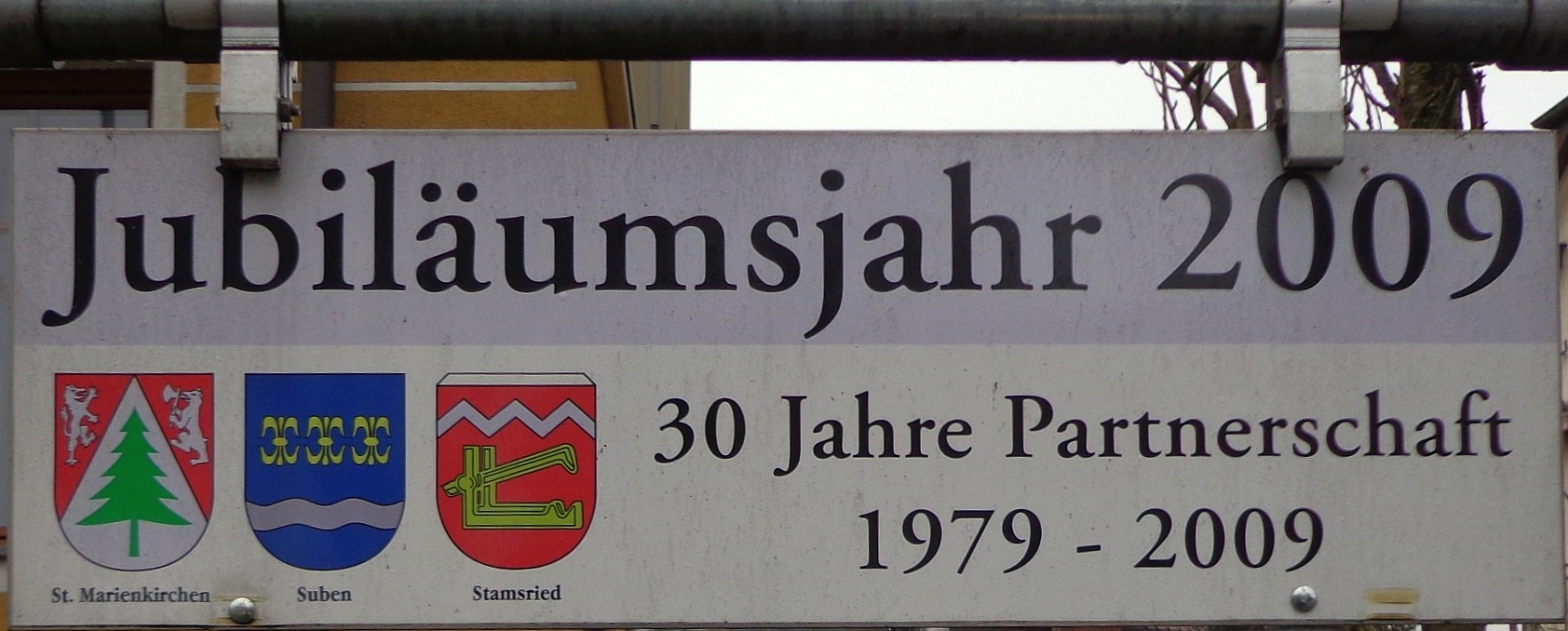
Erinnerungstafel in St. Marienkirchen anlässlich 30 Jahren Gemeindepartnerschaft St. Marienkirchen – Suben – Stamsried

- St. Marienkirchen bei Schärding (Nachbargemeinde)
- Stamsried (Oberpfalz)

Es handelt sich um eine partnerschaftliche Verbindung aller drei Gemeinden.

## Persönlichkeiten

### Ehrenbürger der Gemeinde
- Karl Stiegler (1926–2008), Konsulent, Humorist, 1970–1986 „Karl-Wirt“ in Radio OÖ[13]

### Ehrenringträger der Gemeinde
- Alois Dorn (1908–1985), bildender Künstler
- Alois Stöger (1921–1998), Prämonstratenser-Chorherr und Abt des Stifts Wilten

### Söhne und Töchter der Gemeinde
- Adolf Sinzinger (1891–1974), Generalleutnant, 1944 Stadtkommandant von Wien
- Johanna Dorn-Fladerer (1913–1988), Malerin
- Josef Diethör (1919–2006), Bildhauer
- Conrad Dorn[14] (1915–1987), Bildhauer, Restaurator und Autor
- Alois Stöger (1921–1998), Abt des Stifts Wilten

### Literarische Bearbeitung
- Von Theodor Scheibe[15] stammt der Unterhaltungsroman Die Sieben von Suben. Er wurde 1873 im Neuen Wiener Blatt und 1880/81 unter dem Namen Die Musikanten von Suben[16] im Hans-Jörgel von Gumpoldskirchen jeweils als Fortsetzungsroman veröffentlicht. Handlung: In der Strafanstalt Suben lässt ein gütiger Direktor humanen Strafvollzug praktizieren. Einige Häftlinge haben sogar ein Instrument gelernt und eine Kapelle gebildet. Als sie amnestiert werden, machen sie sich musizierend auf die Reise nach Kufstein, wo sie einen Goldschatz bergen wollen.[17]

- In der 1962 entstandenen Erzählung Der Kulterer berichtet der österreichische Autor Thomas Bernhard vom Leben des 1911 in Aschbach geborenen Franz Kulterer, der wegen eines nicht näher bezeichneten Verbrechens in der oberösterreichischen Strafanstalt Suben einsitzt.